# Otevřené dílo
Pojem otevřené dílo definoval italský spisovatel Umberto Eco.
Jde o typ literárního díla určeného co nejširšímu spektru čtenářů, kteří se mohou vzájemně výrazně lišit například věkem, sociálním postavením, vzděláním, náboženským vyznáním nebo politickým smýšlením. U takového díla nelze jednoznačně určit žánr, protože se v něm různé žánry prolínají a mísí; stejně tak je nemožné jej jednoznačně interpretovat. Otevřené dílo nabízí svobodu v tom, jakým způsobem se rozhodneme dané umělecké dílo chápat.
Typickým „otevřeným dílem“ je například Ecův román Jméno růže. To může být vykládáno jako detektivka, historický román, teologický či filosofický spis anebo dokonce sci-fi.
Pojem otevřené dílo významně souvisí s postmoderní literaturou.